# NCAA Division I

Logo NCAA.

NCAA Division I – najwyższa z trzech dywizji, na jakie podzielona jest NCAA, główny system międzyuczelnianych rozgrywek sportowych w Stanach Zjednoczonych. Kryterium przydziału do dywizji jest budżet przeznaczany przez uczelnię na sport, w szczególności liczba oferowanych przez nią stypendiów sportowych, oraz poziom posiadanej infrastruktury. Choć uczelnie mogą wybrać, w których sportach będą wystawiać swoje reprezentacje, w Division I łączna liczba wystawionych przez nie zespołów nie może być mniejsza niż 14, w tym co najmniej siedem zespołów kobiecych i co najmniej 6 zespołów męskich. W praktyce wymogi te sprawiają, iż na udział w Division I mogą pozwolić sobie raczej duże i zamożne uczelnie, w większości o statusie uniwersytetu. Z drugiej strony, gwarantuje to wysoki poziom rozgrywek, dzięki czemu zawody międzyuczelniane cieszą się w USA bardzo dużą popularnością.
Uczelnie mogą awansować do dywizji, przechodząc pomyślnie tzw. proces reklasyfikacji, w ramach którego muszą dowieść, że spełniają wszystkie kryteria. Obecnie przyjmowanie nowych wniosków zostało zawieszone do roku 2012. W skład Dywizji I wchodzą aktualnie 342 uczelnie, zaś 7 kolejnych jest w trakcie reklasyfikacji. Dywizja dzieli się na konferencje, skupiające nie więcej niż kilkanaście szkół. Większość rozgrywek toczy się na poziomie konferencji, a dopiero ich zwycięzcy rywalizują na szczeblu dywizji. 
Znaczna część rozgrywek Division I jest transmitowana w telewizji. Głównymi partnerami telewizyjnymi są sieci ESPN i CBS. Ta ostatnia posiada specjalny kanał, CBS College Sports Network, poświęcony w całości sportowi uczelnianemu. 

## Lista konferencji w Division I
W NCAA Division I (a także w innych dywizjach) podziału na konferencje dokonuje się przede wszystkim regionalnie, choć nie jest to regułą. Ponieważ w niektórych regionach występuje zbyt mała liczba uczelni oferujących dany sport i niemożliwe jest szerokie współzawodnictwo wewnątrz już istniejącej, tradycyjnej konferencji, istnieje wiele konferencji, w których rywalizuje się tylko w jednym sporcie (np. hokeju na lodzie, gimnastyce czy piłce wodnej). Z tego powodu uczelnia, w zależności od sportu, może należeć do dwóch lub więcej konferencji.
W NCAA Division I konferencje powszechnie dzielą się na:
- konferencje wielosportowe, w których rywalizuje się w futbolu amerykańskim,
- konferencje wielosportowe bez futbolu amerykańskiego,
- konferencje jednosportowe.

Dodatkowo, rozgrywki futbolowe w Division I podlegają wewnętrznemu podziałowi na subdywizje:
- Football Bowl Subdivision (wyższa),
- Football Championship Subdivision.

### Football Bowl Subdivision
| Konferencja                  | Skrót        | Data założenia | Członków | Dyscyplin | Mapa |
| ---------------------------- | ------------ | -------------- | -------- | --------- | ---- |
| American Athletic Conference | The American | 2013           | 11       | 22        |      |
| Atlantic Coast Conference    | ACC          | 1953           | 15       | 27        |      |
| Big Ten Conference           | Big Ten      | 1896           | 14       | 28        |      |
| Big 12 Conference            | Big 12       | 1996           | 10       | 23        |      |
| Conference USA               | C-USA        | 1995           | 14       | 19        |      |
| FBS Independents             |              |                | 7        | 1         |      |
| Mid-American Conference      | MAC          | 1946           | 12       | 24        |      |
| Mountain West Conference     | MW           | 1999           | 11       | 18        |      |
| Pacific-12 Conference        | Pac-12       | 1915           | 12       | 24        |      |
| Southeastern Conference      | SEC          | 1932           | 14       | 21        |      |
| Sun Belt Conference          | Sun Belt     | 1976           | 12       | 19        |      |

1. ↑  14 drużyn futbolu amerykańskiego.
2. ↑  12 drużyn futbolu amerykańskiego.
3. ↑  10 drużyn futbolu amerykańskiego.

### Football Championship Subdivision
| Konferencja                         | Skrót      | Data założenia | Członków | Dyscyplin | Mapa |
| ----------------------------------- | ---------- | -------------- | -------- | --------- | ---- |
| Big Sky Conference                  | Big Sky    | 1963           | 11       | 16        |      |
| Big South Conference                | Big South  | 1983           | 12       | 19        |      |
| Colonial Athletic Association       | CAA        | 1983           | 10       | 21        |      |
| FCS Independents                    |            |                | 0        | 1         |      |
| Ivy League                          | Ivy League | 1954           | 8        | 32        |      |
| Mid-Eastern Athletic Conference     | MEAC       | 1970           | 8        | 15        |      |
| Missouri Valley Football Conference | MVFC       | 1985           | 11       | 1         |      |
| Northeast Conference                | NEC        | 1981           | 10       | 23        |      |
| Ohio Valley Conference              | OVC        | 1948           | 10       | 19        |      |
| Patriot League                      | Patriot    | 1986           | 10       | 24        |      |
| Pioneer Football League             | PFL        | 1991           | 11       | 1         |      |
| Southern Conference                 | SoCon      | 1921           | 10       | 21        |      |
| Southland Conference                | Southland  | 1963           | 8        | 18        |      |
| Southwestern Athletic Conference    | SWAC       | 1920           | 12       | 18        |      |
| Western Athletic Conference         | WAC        | 1962           | 13       | 20        |      |

1. ↑  13 drużyn futbolu amerykańskiego.
2. 1 2 3  9 drużyn futbolu amerykańskiego.
3. ↑  12 drużyn futbolu amerykańskiego.
4. 1 2  6 drużyn futbolu amerykańskiego.
5. ↑  8 drużyn futbolu amerykańskiego.
6. 1 2  7 drużyn futbolu amerykańskiego.

## Zapasy
- NCAA Division I - Wyniki